# Amstel Gold
Amstel Gold was een Nederlands pils- en speciaalbier van het merk Amstel dat in 1956 op de markt kwam. Omstreeks 2015 is de productie gestopt.
Het bier werd gebrouwen op verschillende locaties in Nederland (Amsterdam, Zoeterwoude en 's-Hertogenbosch) door Heineken. Het was een ondergistend, donker goudgeel bier met een alcoholpercentage van 7,0%. Buiten Nederland wordt het bier nog wel onder andere in Spanje gebrouwen, onder de merknaam "Amstel Oro". Dit wordt in Spanje zelf gebrouwen door Cruzcampo, wat weer onderdeel is van de Spaanse divisie van Heineken. Deze variant heeft echter een alcoholpercentage van 6,2 procent en wordt gebrouwen met gebruik van geroosterde mout. In wezen is deze variant een ander bier dan de Amstel Gold zoals bekend in Nederland. 
Amstel Gold is de naamgever van de Nederlandse wielerklassieker Amstel Gold Race, die jaarlijks wordt verreden sinds 1966.